# Giambattista Casti

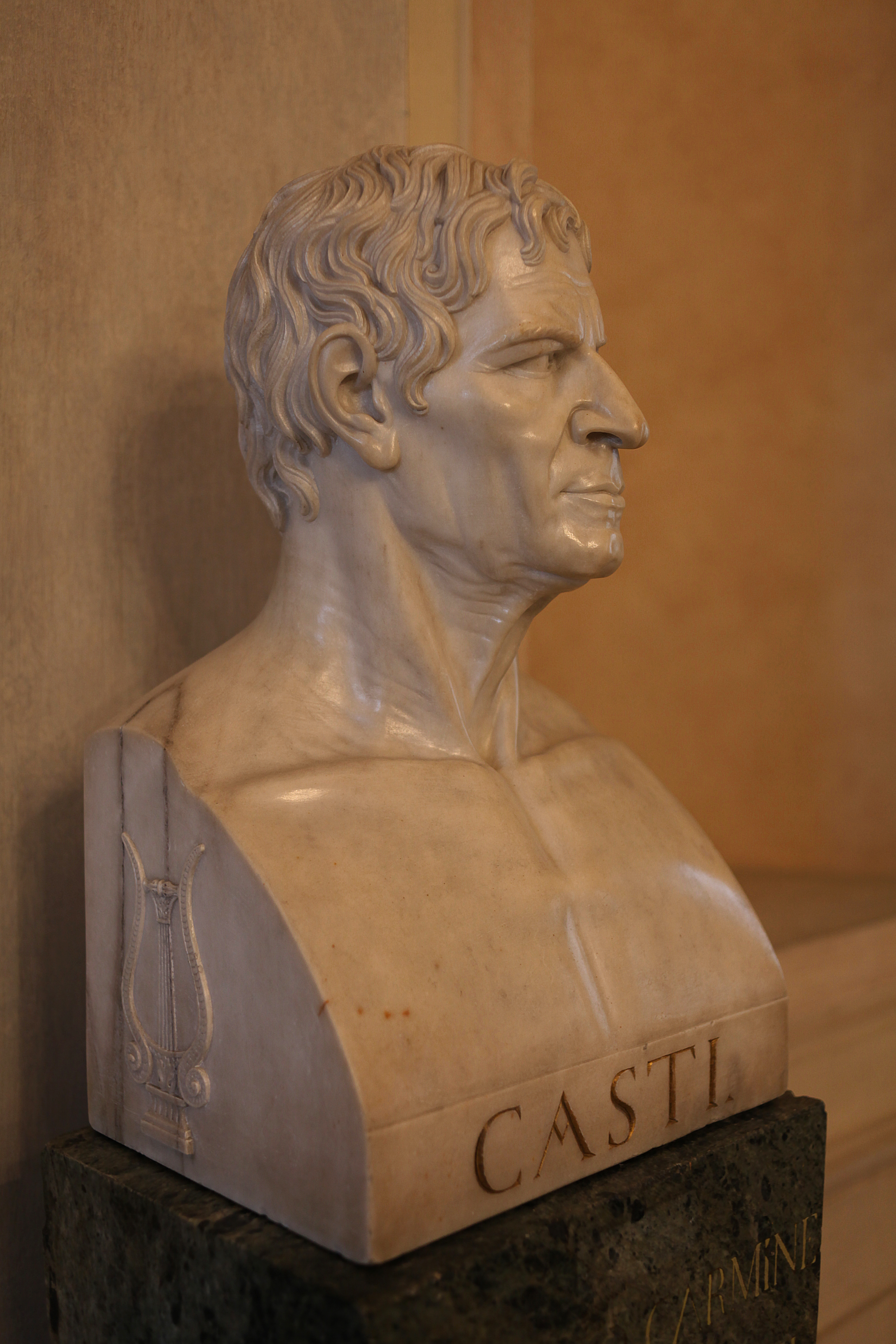
Busto de Giambattista Casti (1804), por Giovanni Battista Comolli, Milán, Galleria d'Arte Moderna.

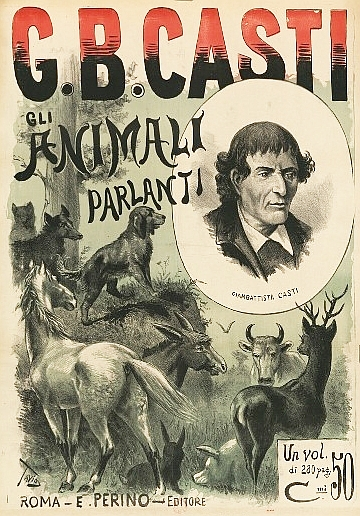
Portada de Gli animali parlanti, en una edición de 1890.

Giovanni Battista Casti (29 de agosto de 1724, Viterbo o Acquapendente - 5 de febrero de 1803, París), abate italiano, fue poeta, satirista y libretista de óperas ligeras.

## Biografía
Clérigo sin vocación, llegó a ser canónigo de la catedral de su lugar natal, pero rechazó permanecer ahí porque tenía intenciones de viajar por las capitales de Europa. En 1781, bajo el auspicio del emperador José II de Austria, Casti emprendió un recorrido diplomático por España. Allí se presentarían los primeros síntomas de la sífilis que lo consumiría. En 1782, a la muerte del célebre Metastasio, no logró ser nombrado «Poeta cesario», o poeta laureado, de la corte imperial de Austria, en Viena. En 1796 renunció a sus cargos en la corte, para no verse envuelto en pugnas políticas en la Viena de los Habsburgo. 
Se le conoció como libertino, seductor y hedonista de todo tipo de placeres, circunstancias que le hicieron merecedor de mala reputación. Viajó por toda Europa, de Rusia a Portugal, de Turquía a los países nórdicos. Establecido en París como escritor reconocido, murió allí en 1803, poco antes de cumplir los 82 años, más o menos el doble de la esperanza de vida de la época. 
Entre sus libros más relevantes están:  
- Novelle galanti, una serie de narraciones poéticas, versificadas en octavas reales, métrica propia de los poetas italianos para esa clase composición. El libro, de gran armonía y pureza en el estilo, recurría a la ironía, a comentarios polémicos y al humor negro.

- Gli animali parlanti (Los animales parlantes), una alegoría poética que escribió durante ocho años, de 1794 a 1802. Tuvo buena recepción y gran difusión en los círculos literarios de Europa, siendo traducida al francés, alemán, español e inglés, a pocos años de la edición original. Escrita en la agitada época de la revolución en Francia, Casti se propuso mostrar los sentimientos y esperanzas de la gente ante los defectos y absurdos de los sistemas políticos.

- También escribió libretos para óperas como Il re Teodoro in Venezia, con música de Giovanni Paisiello, y Prima la musica e poi le parole, musicalizada por Antonio Salieri.

La influencia del abate Casti dentro de Italia y en los países de lengua románica, como España y Francia, sería notoria.

Digno de gloria es el que roba un reino; el que roba poco es digno de la horca.
Giambattista Casti

## Publicaciones

### Cuentos y poemas
- Novelle galanti, in ottava rima (Nuevos galantes), cuentos en verso del género de Boccaccio, 1793.
- Gli Animali parlanti (Los Animales parlantes), poema heroico-cómico en 26 cantos, donde los personajes de Esopo forman una epopeya regular, 1801. Traducido por Pierre Paganel en 1813 y en versos por Louis Mareschal en 1819.

### Libretos de ópera
- Lo sposo burlato, ópera-bufa, música de Niccolò Vito Piccinni, 1769 y de Giovanni Paisiello, 1778
- La finta amante, ópera cómica, música de Giovanni Paisiello, 1780.
- Il re Teodoro di Venezia, drama heroico-cómico, según el Cándido de Voltaire, música de Giovanni Aisiello, 1784. Traducido al francés con el título El Rey Teodoro en Venecia, ópera heroica-cómica en 2 actos, por Pierre-Louis Moline, 1787.
- La grotta di Trofonio, drama jocoso, música de Antonio Salieri, 1785.
- Prima la musica e poi le parole, divertimento teatral, música de Antonio Salieri, 1786, y de Giovanni Paisiello.
- Il re Teodoro in Corsica, drama, 1786-1787.
- Cablai, gran Kan de' tartari, drama heroico-cómico, luego de Il poema tartaro de Giovanni Battista Casti, música de Antonio Salieri, 1788.
- Venere e Adone, cantata, música de Joseph Weigl, 1791.
- Catilina, drama trágico-cómica, según Rome sauvée de Voltaire, música de Antonio Salieri, 1792
- Li dormienti, drama, 1796.
- Orlando furioso, drama heroico-cómico, 1796.
- Rosamonda (Rosmunda), drama, 1796.
- Bertoldo, drama